# Hanns Kilian
Pour les articles homonymes, voir Kilian.
Hanns Kilian né le 2 mai 1905 à Partenkirchen et mort le 17 avril 1981 à Garmisch-Partenkirchen, est un bobeur allemand des années 1920 et 1930 devenu par la suite dirigeant sportif.

## Biographie
Hanns Kilian dispute l'épreuve de bob à cinq des Jeux olympiques d'hiver de 1928 à Saint-Moritz. Il remporte avec l'équipe 2 allemande la médaille de bronze. Il est sacré champion d'Europe de bob à deux la même année. Premier champion du monde de bob à deux en 1931 avec Sebastian Huber, Kilian obtient la médaille de bronze en bob à quatre aux Jeux olympiques d'hiver de 1932 à Lake Placid et les titres mondiaux en bob à quatre en 1934 et 1935.  Il dispute aussi les Jeux olympiques d'hiver de 1936 à Garmisch-Partenkirchen, terminant cinquième de bob à deux et septième du bob à quatre.
Il devient par la suite président de la Fédération allemande de bobsleigh de 1956 à 1968 (il en est aussi le président d'honneur jusqu'à sa mort), et membre de la Fédération internationale de bobsleigh et de tobogganing (FIBT) ainsi que du Comité national olympique allemand.

## Palmarès

### Jeux Olympiques
- : médaillé de bronze en bob à 5 aux JO 1928.
- : médaillé de bronze en bob à 4 aux JO 1932.

### Championnats monde
- : médaillé d'or en bob à 2 aux championnats monde de 1931.
- : médaillé d'or en bob à 4 aux championnats monde de 1934 et 1935.
- : médaillé d'argent en bob à 4 aux championnats monde de 1938.
- : médaillé de bronze en bob à 2 aux championnats monde de 1939.
- : médaillé de bronze en bob à 4 aux championnats monde de 1939.